# Toma Simionov

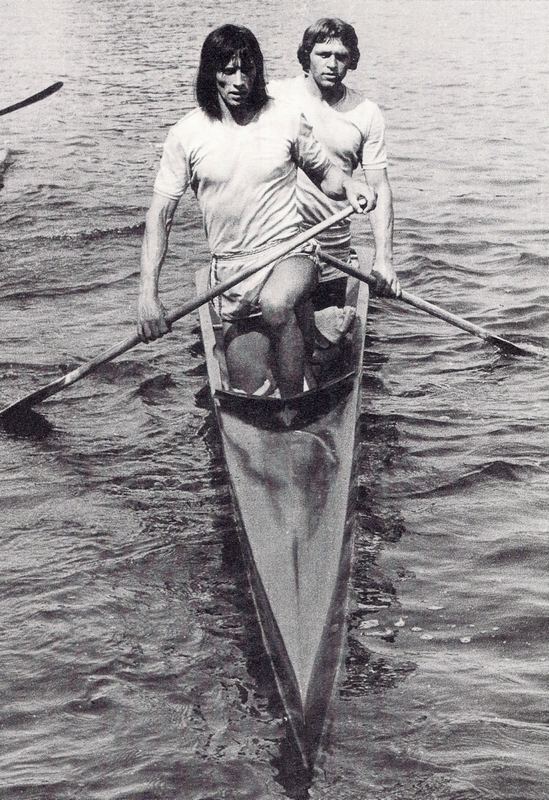
Ivan Patzaichin (vorn) und Toma Simionov

Toma Simionov (* 30. Oktober 1955 in Caraorman, Kreis Tulcea) ist ein ehemaliger rumänischer Kanute. Er gewann zusammen mit Ivan Patzaichin zwei olympische Goldmedaillen im Zweier-Canadier.

## Karriere
Toma Simionov trat bei den Weltmeisterschaften 1978 in Belgrad zusammen mit seinem Bruder Gheorghe im Zweier-Canadier an, die Brüder gewannen die Bronzemedaille über 500 Meter hinter den Booten aus Ungarn und aus der Sowjetunion. Über 1000 Meter und über 10.000 Meter erhielten die beiden jeweils die Silbermedaille hinter den Ungarn Tamás Buday und Oszkár Frey. Im Jahr darauf traten bei den Weltmeisterschaften in Duisburg drei verschiedene rumänische Crews auf den drei Strecken an, die Brüder Simionov gewannen auf der 1000-Meter-Strecke die Bronzemedaille hinter dem sowjetischen Duo Wassyl Jurtschenko und Juri Lobanow sowie Buday und Frey. Bei den Olympischen Spielen 1980 in Moskau trat Toma Simionov über 1000 Meter mit Ivan Patzaichin an, die beiden siegten mit mehr als zwei Sekunden Vorsprung vor Olaf Heukrodt und Uwe Madeja aus der DDR.
Bei den Weltmeisterschaften 1981 siegten Patzaichin und Simionov über 1000 Meter und  erkämpften über 10.000 Meter die Silbermedaille hinter den Ungarn Tamás Buday und István Vaskuti. 1982 in Belgrad blieben Patzaichin und Simionov über 1000 Meter ohne Medaille, gewannen aber Gold über 10.000 Meter. 1983 in Tampere gewannen die beiden Rumänen wieder über 1000 Meter, über 10.000 Meter waren sie wie 1981 Zweite hinter Buday und Vaskuti. Bei den Olympischen Spielen 1984 gewannen die beiden Rumänen Silber über 500 Meter mit zwei Sekunden Rückstand auf die Jugoslawen Matija Ljubek und Mirko Nišović, über 1000 Meter wiederholten Patzaichin und Simionov ihren Olympiasieg und gewannen mit einer Sekunde Vorsprung vor Ljubek und Nišović.